# کوین بتسی
کوین بتسی (انگلیسی: Kevin Betsy؛ زادهٔ ۲۰ مارس ۱۹۷۸) بازیکن فوتبال اهل سیشل است.
از باشگاه‌هایی که در آن بازی کرده‌است می‌توان به باشگاه فوتبال اولدهام اتلتیک، باشگاه فوتبال یئوویل تاون، باشگاه فوتبال بارنزلی، باشگاه فوتبال هارتل پول یونایتد، باشگاه فوتبال هال سیتی، باشگاه فوتبال ووکینگ، باشگاه فوتبال فولام، باشگاه فوتبال ساوتند یونایتد، باشگاه فوتبال ای‌اف‌سی بورنموث، باشگاه فوتبال بریستول سیتی، باشگاه فوتبال والسال، و باشگاه فوتبال وایکام واندررز اشاره کرد.
وی همچنین در تیم‌های ملی فوتبال England national football C team و سیشل بازی کرده‌است.